# Great White
A Great White amerikai hard rock/heavy metal együttes. Legismertebb száma a "Once Bitten, Twice Shy". Jelenleg öt tag van a zenekarban: Mark Kendall, Audie Desbrow, Michael Lardie, Scott Snyder és Terry Ilous. 1977-ben alakultak meg Los Angelesben. Eredetileg több néven is működtek, pl.: Highway, Livewire, Wires. 1979-ben Jack Russell alapító tagot letartóztatták rablási kísérlet miatt, és 8 év börtönt kapott. Miután kiszabadult, felfogadta Don Costa és Lisa Baker zenészeket, és Dante Fox néven új zenekart alapított. Lisa azonban nem sokkal elhagyta az együttest, hogy belépjen az Exciter nevű zenei társulatba. Helyére Butch Say került, akinek az éneklési stílusa hasonlít a Judas Priest énekesének, Rob Halford-nak az éneklésére.
Ez után nem sokkal megjelentettek egy-két bemutatkozó demólemezt, majd a 80-as években Great White-ra változtatták a nevüket. A név érdekes módon nem a nagy fehér cápa angol elnevezéséről származik, hanem onnan, hogy az új menedzserük, Alan Niven látta, hogy Mark Kendall kidugja a fejét az autóablakon, mikor a zenekar a "The Trubadour" nevű klubba ment koncertezni. Valaki a közönségből azt mondta, hogy "there goes Great White" (ott megy a nagy fehér). Kendall-nak ugyanis szőkés-fehér színű haja van. Ekkor döntött úgy a zenekar, hogy tökéletes lesz ez a név.
1983-ban kiadták legelső középlemezüket. 1984-ben és 1986-ban dobták piacra első és második nagylemezüket. Harmadik stúdióalbumuk 1987-ben jelent meg, ezzel a lemezzel érték el legnagyobb sikerüket. Azóta még 10 stúdióalbum került ki a házuk tájáról.

## Diszkográfia
- Great White (1984)
- Shot in the Dark (1986)
- Once Bitten...(1987)
- ...Twice Shy (1989)
- Hooked (1991)
- Psycho City (1992)
- Sail Away (1994)
- Let It Rock (1996)
- Can't Get There from Here (1999)
- Back to the Rhythm (2007)
- Rising (2009)
- Elation (2012)
- Full Circle (2017)